# Kollel

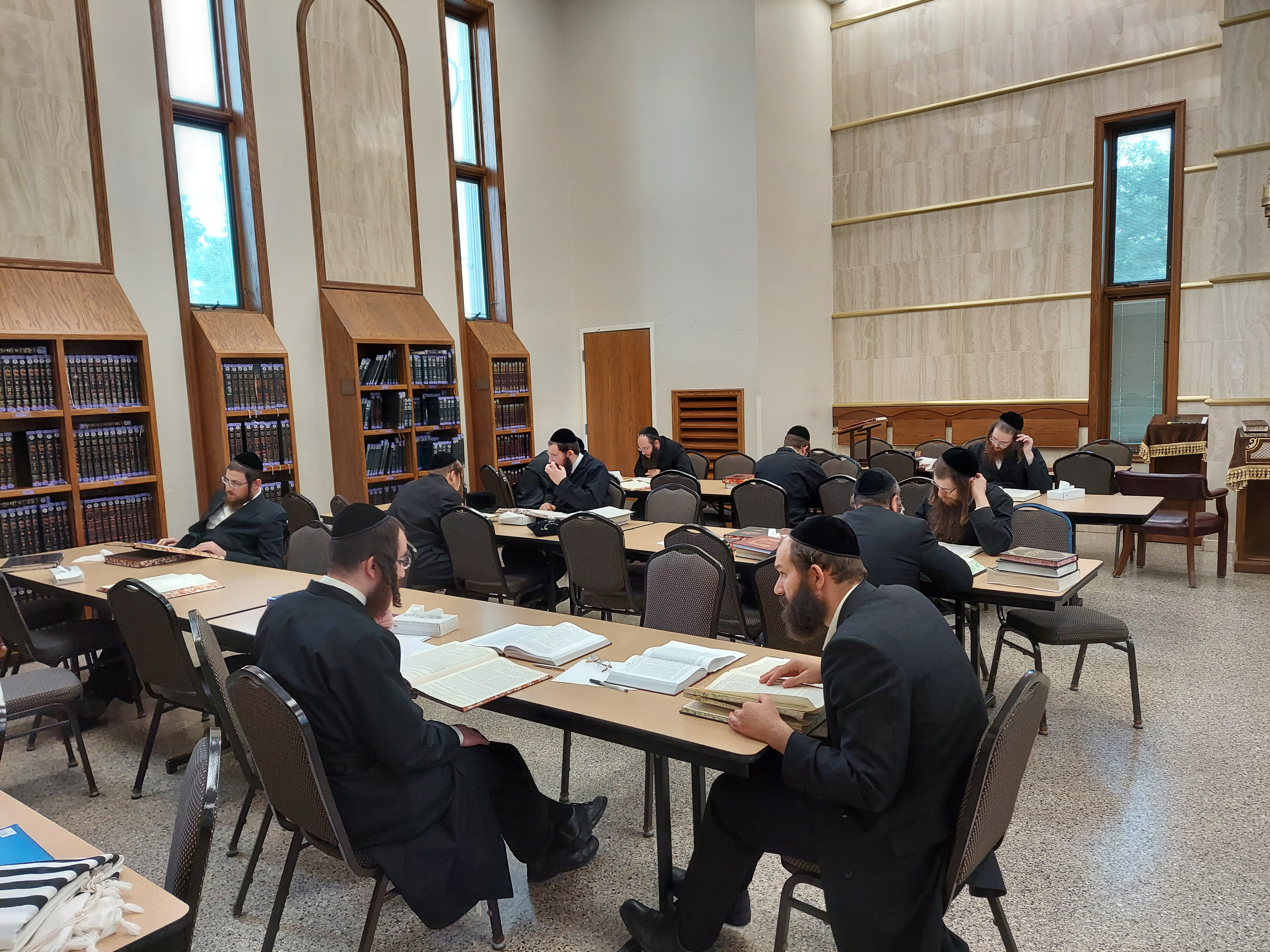
Membri di un kollel chassidico a Chicago

Un kollel (in ebraico כולל‎?, pl. כוללים, kollelim, un "gruppo" o "riunione" o "insieme" [di studiosi]), indica un istituto per lo studio superiore della Torah a tempo pieno, studio che include anche quello del Talmud e della letteratura rabbinica. 
Come la yeshivah, il kollel offre lezioni bibliche (shiurim) e apprendimento sedarim (sessioni di studio); a differenza della yeshivah, il corpo studentesco di un kollel è destinato ad uomini adulti, spesso sposati, che desiderano impegnarsi nello studio della Torah a un livello più avanzato. Questi uomini, conosciuti come avreichim, passano una parte significativa o anche tutta la loro giornata a studiare. 
La parola "kollel" può riferirsi sia alla istituzione che allo specifico gruppo di studiosi che studiano insieme all'interno dell'istituzione. Un kollel può essere affiliato a una yeshiva o può essere un'entità indipendente.
A differenza degli studenti universitari, gli avreichim di un kollel di solito ricevono una sorta di sussidio o stipendio per il loro studio. L'importo varia a seconda del kollel e delle circostanze finanziarie della comunità che lo sostiene. Il concetto alla base di questo sostegno è che permette agli uomini di concentrarsi sul loro studio senza l'aggiunta di preoccupazioni finanziarie.
I kollel possono variare molto per dimensioni e struttura. Alcuni possono essere costituiti da solo poche persone, mentre altri possono includere centinaia di studiosi. Alcuni kollel sono strutturati come programmi di studio formali, con specifici tempi e programmi di studio, mentre altri possono avere un approccio più flessibile o individualizzato allo studio.
Il primo kollel moderno, chiamato "Kollel Perushim", è stato fondato a Gerusalemme nel 1877 da Rabbi Meir Auerbach (1815–1878). Da allora, il concetto del kollel si è diffuso in tutto il mondo ebraico, con kollelim che si trovano in molte città con una significativa popolazione ebraica ortodossa.